# Den Andre
Den Andre eller De Andra (a är medvetet en versal, från franskans l'Autre) är ett nyckelbegrepp i den kontinentala filosofin och beskriver individer som skiljer från en själv (Den Samme) som annorlunda och identifierats som avvikande (Den Andre). Definitionen av Den Andre är en del av vad som definierar eller till och med konstituerar jaget, i såväl psykologiskt som filosofiskt hänseende. Det gäller även för andra fenomen och kulturella enheter. Konstruktionen av Den Andre är essentiell för konstruktionen av ”Vi och Dom”. Begreppet visar på en tvåriktad process där föreställningen om vissa personer som ”de andra” skapar samtidigt en föreställning om ett ”vi”. Den huvudsakliga funktionen som denna process fyller behöver alltså inte vara att konstruera grupper som just andra, utan snarare att skapa ett vi.

## Filosofi
Den andre är ett begrepp myntat av den franska filosofen Simone de Beauvoir. Simone de Beauvoir menade att den tyske filosofen Friedrich Hegels teori om att det i alla sociala sammanhang utspelar sig en dialektik mellan subjekt (den samme) och objekt (den andre), i grund och botten handlar om dialektiken mellan man och kvinna. Eftersom hon ansåg att dialektiken mellan man och kvinna var den ursprungliga motsättningen, ur vilken alla andra motsättningar härstammade och att detta var motsättningen framför alla andra och att den objektifierade kvinnan var objektet framför alla andra, så valde hon att markera genom att kapitalisera bokstaven A, i ”den Andre”.

## Samhällsvetenskap
Upprättandet och konstruktionen av skillnader mellan människor i fråga om exempelvis normer, sociala koder och kulturella praktiker är essentiella verktyg i konstruktionen av sammanhållning och utanförskap, där den ena förutsätter den andra för sin existens. Strukturerna upprätthålls och befästs genom sociala och kulturella praktiker i människors vardag. Inom samhällsvetenskapen används vetenskap om konstruktionen av ”De Andra” för att förstå de processer genom vilka samhällen och grupper utesluter ”De Andra”, vilka de önskar underordna eller förklara inte inryms i samhället socialt eller kulturellt. Exempelvis blir konstruktionen av svenskhet och invandrarskap inte bara olika positioner. Det blir också en fråga om kontrastiva egenskaper där invandraren blir en spegelbild av svensken; varje definition av hur ”Vi” är innehåller därför en outtalad berättelse om hur ”De Andra” är. Det dialektiska förhållandet som råder i situationen förutsätter för svenskhetens överlägsenhet att den har en antites i förverkligandet av sig själv som ett överlägset ”Vi”, och blir en position som är omöjlig för ”De Andra” att nå eftersom de per definition befinner sig utanför svenskheten.
Begreppet ”Den Andre” är också en integrerad del av att förstå en individ, såtillvida att människor konstruerar roller för att förhålla sig själva till ”andra”. Denna konstruktion innebär inte med nödvändighet en stigmatisering eller ett fördömande av de som avviker, men i konstruktionen av nationella identiteter är förandring (skapandet av ”De Andra”) nödvändigt där acceptans och segregering kan upprätthålla gränser och nationella särdrag. Förandring hjälper också för att särskilja hemma och borta, det osäkra och det säkra, och innebär ofta demonisering och avhumanisering av enskilda och grupper, vilket ytterligare motiverar försök att civilisera de ociviliserade och utnyttja dessa ”underlägsna” Andra. Den teoretiska beskrivningen av Den Andre var först en filosofisk konstruktion av Emmanuel Levinas och senare utvecklad och gjord känd av Edward Said i hans bok Orientalism.
Upprättandet av ”Den Andre” av ”Den Samme” har följaktligen används som medel för att rättfärdiga kolonialism, imperialism samt förtryck av marginaliserade människor. Vissa grupper (som exempelvis kvinnor eller rasifierade) har ansetts vara oförmögna och omyndiga att företräda sig själva gentemot ”Vi-et”. Under 1700-1800-talet upprättades diverse medel för att ytterligare understryka påstådda fundamentala skillnader mellan ”Den Samme” och ”De Andra”. Detta kunde innefatta klichéartade ramverk kring konstnärliga skildringar av ”Den Andre”, såväl som upprättandet av pseudovetenskapliga läror som eugenik (dvs. rashygien). En modern konsekvens är nazisternas förföljelse av judar under Nazityskland, där tyskarna (”Vi-et” eller ”Den Samme”) rättfärdigade deras våldshandlingar mot den judiska befolkningen genom att reducera gruppen till ”Den Andre”, med bifogade myter, stereotyper och en idé om Den Andre som en negativ motpol till Den Samme. I Sverige har detta inte minst manifesterats genom den svenska rashygienen, som från och med 1800-talet lett till tvångssterilisering av marginaliserade grupper i Sverige, som exempelvis samer, romer och människor med funktionsvariationer.

## HBTQ-personer &”den andre”
Personer som identifierar sig som homo-, bi- eller transsexuella hamnar inom ramen av De Andra eftersom de faller utanför den sociala normen som endast inkluderar en marginell grupp personer. Den sociala normen innefattar man-kvinna relationer vilket innebär att samkönade relationer resulterar i en sexuell avvikelse. Inom sexuellt avvikande innefattas en negativ konnotation av ord som beskriver personer som är homo-, bi- och transsexuella. Detta görs för att förminska deras sociala status och påverkan på politiken. Det betyder att HBTQ-personer som grupp marginaliseras i den juridiska sfären. Som svar på detta, och för att personer som faller utanför de sexuellt normativa ramarna inte har en del i det öppna samhället så har föreningar och grupper bildats för att få sina röster hörda. Detta sker genom parader, såsom Pride-paraden som anordnas över hela världen. Det önskade resultatet är därmed ett fritt uttryck för sin identitet och sexualitet för att bli en del av normen och därför krossa ramarna som de tidigare har fallit utanför.

## Feminism/ kvinnlig identitet
Trots att begreppet användes redan på 1800-talet av Friedrich Hegel, var det inte förrän år 1949 som Den Andre populariserades i feministisk diskurs genom filosofen Simone de Beauvoir och hennes bok The Second Sex. Beauvoir menade att kvinnans roll är sekundär till mannen, som istället antas för normen. Hon analyserar därför relationen mellan könen, och dess dialektik. Det förekommer däribland en återblick över historien, och hur könsrollerna om och om igen har återskapats men återstår sig vara detsamma. Kvinnan är den sociala avvikelsen och en minoritet. Hon är den underlägsna, till mannen som är överlägsen henne. Beauvoir utvecklade alltså Hegels koncept av Den Andre som tillvägagångssätt i att förklara samhällets binära könsroller, och hur de fungerar i praktiken (vilket är en reflektion över den bristande sexuella jämlikheten mellan könen). 